# James Nomane
James Nomane est un homme politique papou-néo-guinéen.

## Biographie
Il entre au Parlement national comme député sans étiquette de la circonscription de Chuave aux élections législatives de 2022, et devient membre du parti du gouvernement, le Pangu Pati, après son élection. Il est alors nommé ministre adjoint au Premier ministre James Marape, et chargé du plan d'action des performances pour le budget,.
En janvier 2024, après des pillages mortels à Port-Moresby pendant une brève grève de la police, il démissionne du gouvernement, quitte la majorité parlementaire et appelle à la démission du Premier ministre,. Le 13 février, il devient l'adjoint du nouveau chef de l'opposition parlementaire Douglas Tomuriesa, dans le cabinet fantôme de celui-ci,.